# Jake Thomas
Jake Thomas (Knoxville, 30 januari 1990) is een Amerikaans acteur.
Na kleine rollen in The Cell (2000) en A.I.: Artificial Intelligence (2001), werd Thomas internationaal bekend in 2001, toen hij een rol kreeg in een van de populairste jeugdseries ooit, Lizzie McGuire. Hierin speelde hij Matt McGuire, het kleine broertje van het personage van actrice Hilary Duff. Ook was hij te zien in de film van de serie, The Lizzie McGuire Movie (2003).
De serie werd stopgezet in 2004. Hierna was Thomas onder andere te zien in de jeugdfilms Soccer Dog: European Cup (2004) en Monster Night (2006). In 2007 kreeg hij een rol in de Disney Channel-serie Cory in the House.